# Erwin Aders
Erwin Aders (1881 — 1974) foi um engenheiro alemão.
Foi o projetista chefe da Henschel & Sohn durante a Segunda Guerra Mundial. Liderou o projeto dos tanques de guerra Tigre I e Tigre II.